# Ánninos Markoullídis
Ánninos Markoullídis (en grec : Άννινος Μαρκουλλίδης ; né le 8 février 1971 à Limassol) est un athlète chypriote, spécialiste du sprint.
Il est porte-drapeau lors de la cérémonie d'ouverture des Jeux olympiques de 1996. Son meilleur résultat d'athlète olympique est obtenu justement à Atlanta (15e sur 100 m).
Il est médaillé d'argent aux championnats d'Europe en salle de 1998 sur 200 mètres et médaillé d'or aux Jeux méditerranéens, en 2001 à Tunis, sur 200 mètres, dans le même temps que le second Andrea Colombo, 20 s 60.

## Meilleurs temps
- 100 mètres - 10 s 12 (1998)
- 200 mètres - 20 s 43 (1998) (lors des Jeux du Commonwealth à Kuala Lumpur)